# ジョン・カセール
ジョン・カセール（John C. Kacere, 1920年6月23日 - 1999年8月5日）は、アメリカ合衆国の画家。もともと抽象表現主義的な作風だったカセールは、1963年にフォトリアリズムに転向した。彼のフォトリアリズムな作品の殆ど全ては女性の腰の部分を描いている。彼はフォトリアリズムの開拓者の一人とみなされているが、彼自身はそう言われるのを拒んだ。
カセールは1969年に初めてフォトリアリズムな作品を手がけ、それは下着を着た女性の腰の部分を、実物の三倍の大きさで描いたものだった。その後カセールは、終生そうしたタイプの作品を描き続け、フォトリアリズム運動の象徴となった。1980年代はじめに、彼はそのテーマから離れて下着姿の女性の全身を描いたこともあったが、1988年には元のように女性の腰の描写に戻った。